# Kreml von Werchoturje

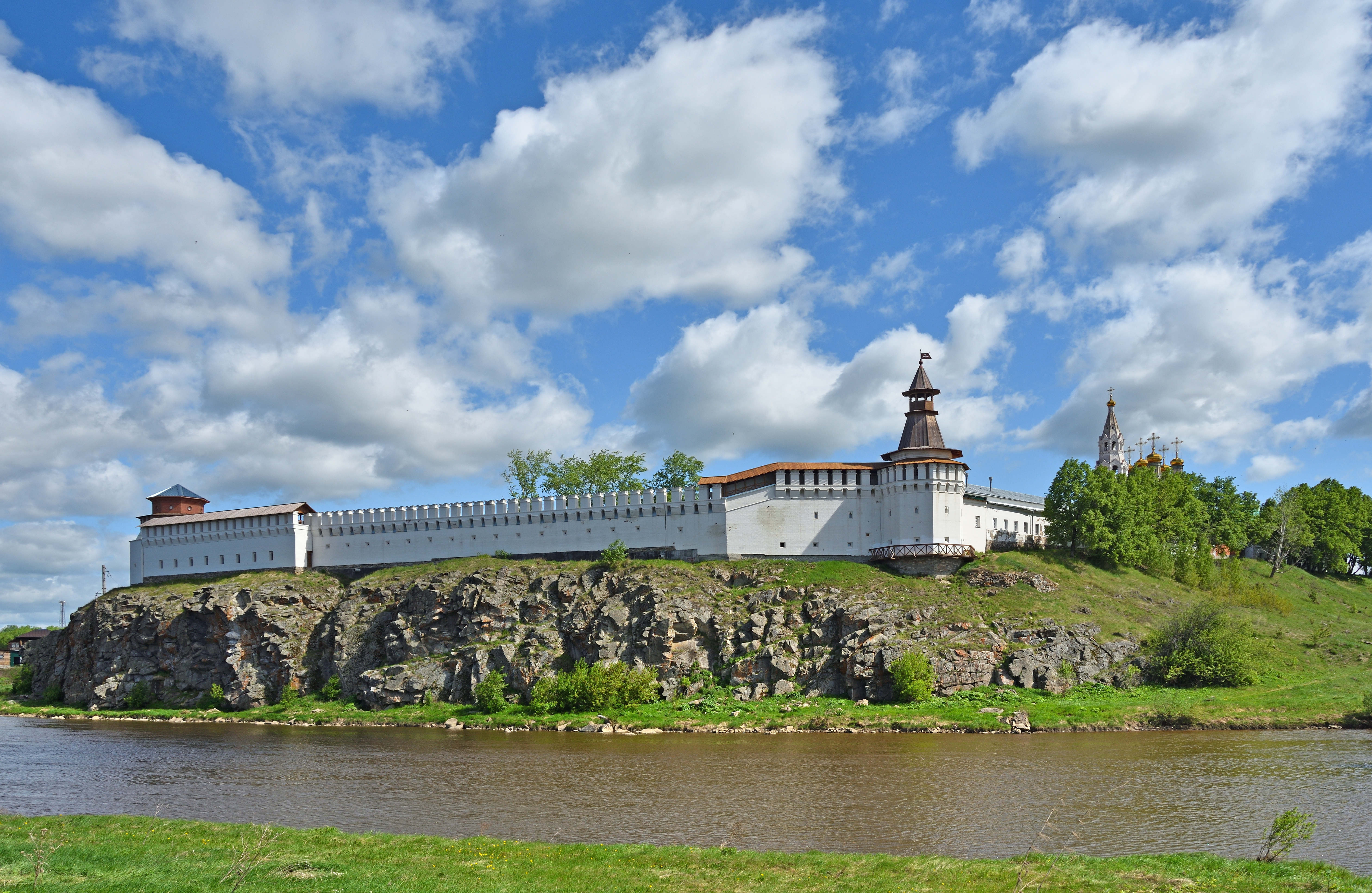
Der Kreml vom Fluss Tura aus

Der Kreml von Werchoturje (russisch Верхотурский кремль) ist ein steinerner Kreml in der Stadt Werchoturje im mittleren Ural. Es ist der kleinste und jüngste Kreml Russlands. Sein Bauensemble umfasst neben der Kremlmauer mehrere historische Dienstgebäude und die Dreifaltigkeitskathedrale im Stil des Naryschkin-Barocks.

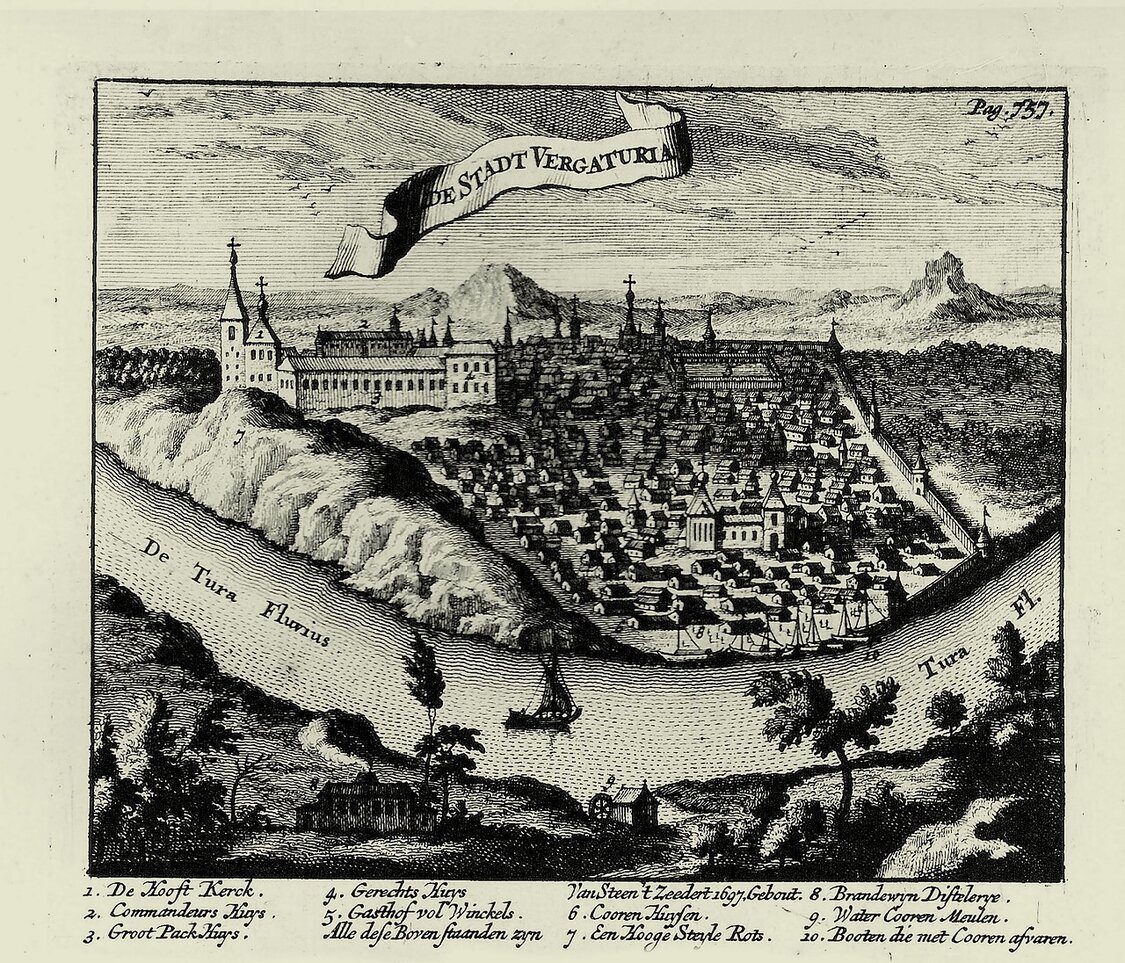
Werchoturje auf einer Zeichnung von 1692

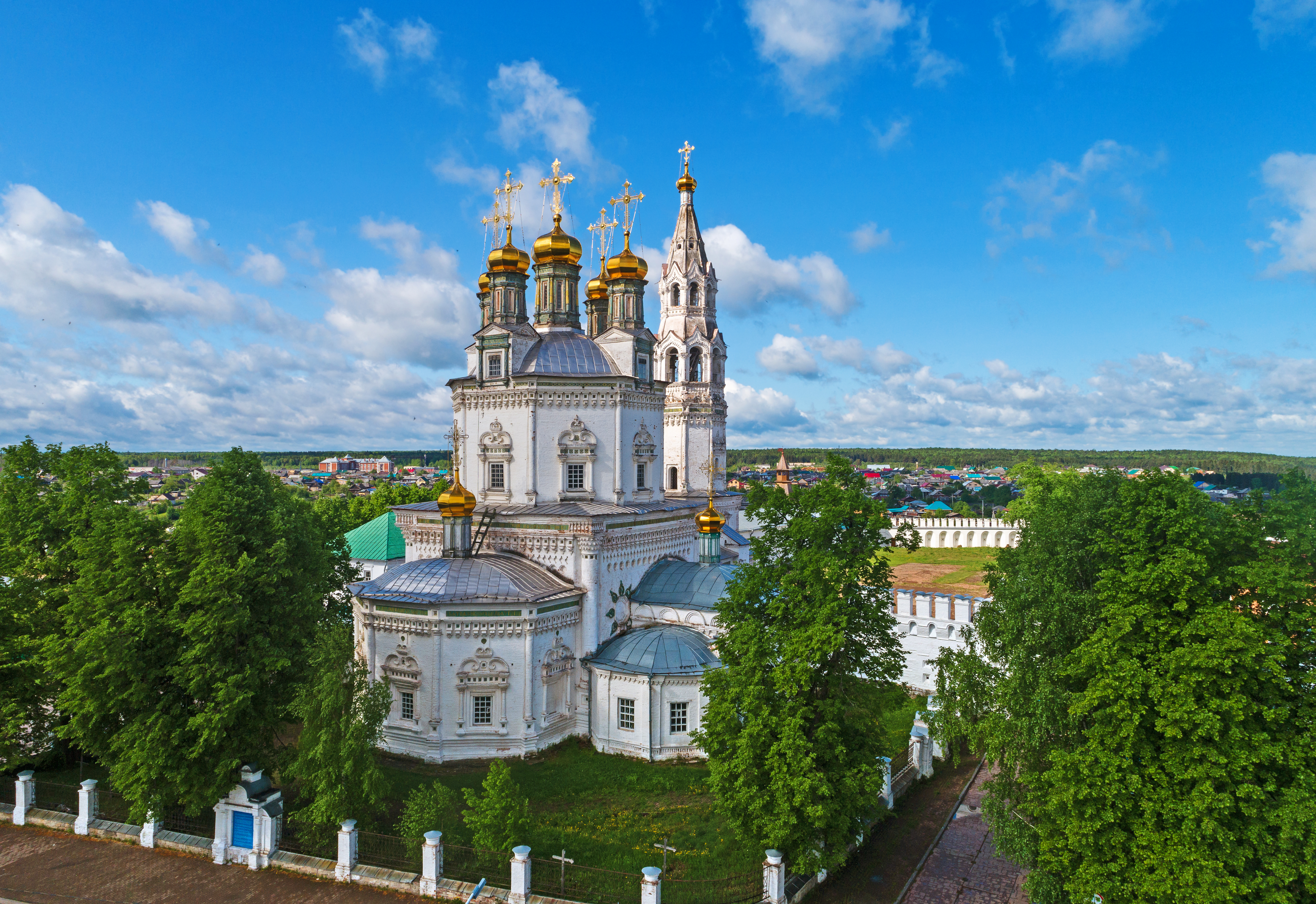
Dreifaltigkeitskathedrale

Bereits 1598 wurde an dieser Stelle eine hölzerne Festung (Ostrog) erbaut, die zur Keimzelle der Stadt Werchoturje wurde. Die Gründung der Stadt hing mit dem Nutzungsbeginn der Babinow-Straße zusammen, die zur einzigen offiziellen Straße aus dem europäischen Teil Russlands nach Sibirien erklärt wurde. Die Straße führte von Solikamsk über den Ural zum Oberlauf der Tura. Über diesen westsibirischen Fluss gelangte man ostwärts über den Tobol und den Irtysch in den Ob. Die Festung wurde an der Stelle einer Siedlung der Wogulen gegründet. Schon bald bekam sie Stadtrechte und wuchs schnell aufgrund ihrer wichtigen Handels-, Zoll- und Militärfunktionen. Neben dem Kreml entstand eine Vorstadt, die später mit einer zweiten Mauer geschützt wurde.
Im Laufe des 17. Jahrhunderts wurde Werchoturje zwar nie angegriffen, litt jedoch unter vielen Bränden. Aus diesem Grund befahl Zar Peter der Große im Jahr 1700, die Befestigungen der Stadt und die wichtigsten Bauten aus Stein zu errichten. Der Bau ging bis ins Jahr 1712. Außer dem Kreml wurde auch die Dreifaltigkeitskathedrale anstelle der gleichnamigen hölzernen Kirche neu errichtet. Die Platzierung der Türme auf der sicheren Flussseite verrät, dass der Kreml nur noch repräsentative Funktion hatte und nicht mehr als strategische militärische Anlage geplant war. Werchoturje war bis zum Aufstieg von Jekaterinburg die regionale Hauptstadt des Urals.
Zwischen 2010 und 2015 wurden die verfallenen Mauern und Türme des Kremls wiederaufgebaut. Heute beherbergt der Kreml von Werchoturje ein historisches Museum.